# Edson Duarte
Edson Gonçalves Duarte (Juazeiro, 2 de novembro de 1965) é um consultor, pedagogo e especialista em planejamento estratégico. É ex-ministro do meio ambiente, ex-presidente do Instituto Brasília Ambiental - IBRAM 
Foi Secretário Executivo e Secretário de Articulação Institucional e Cidadania Ambiental do Ministério do Meio Ambiente; ocupou os cargos eletivos de deputado federal por duas legislaturas, deputado estadual também por duas legislaturas e um mandato de vereador pelo município de Juazeiro, na Bahia. Foi chefe das delegações brasileiras na 14 Conferência da Biodiversidade no Egito e da 24 Conferência do Clima na Polônia. Foi chefe da delegação brasileira no encontro de ministros da América Latina e Caribe realizada em 2018 em Montevidéu e na reunião da Comissão Internacional das Baleias, realizada na cidade de Florianópolis.
Foi Presidente do Conselho Nacional do Meio Ambiente - CONAMA e presidente do Conselho Nacional de Recursos Hídricos - CNRH. Foi presidente do Comitê de Implementação do Programa Nacional de Conectividade de Paisagens - CONECTA, no âmbito do Ministério do Meio Ambiente, membro titular do Conselho Deliberativo do Índice de Sustentabilidade Empresarial (ISE), da BOVESPA,. Membro titular da Comissão Nacional para os Objetivos do Desenvolvimento Sustentável (ODS),. Reativou e foi membro Titular da Comissão Tripartite Nacional, do Sistema Nacional de Meio Ambiente SISNAMA, membro do conselho do Fundo Brasileiro para Biodiversidade - FUNBIO e atuou como Membro titular do Comitê Permanente de Combate ao Desmatamento do MMA, Foi membro do Grupo de Trabalho da Cadeia da Carne Sustentável, e foi também membro Titular do Grupo de Trabalho para o Controle do Desmatamento na Cadeia Produtiva da Soja, foi um dos idealizadores da revista Pensar Verde e membro do Conselho Editorial e autor de publicações sobre meio ambiente e planejamento estratégico.
Antes de ser ministro do Meio Ambiente, Edson Duarte foi por duas vezes ministro interino da pasta. Foi também Presidente da Mesa Setorial de Negociação Permanente do Ministério do Meio Ambiente, em 2016 e 2017 e  membro do Comitê Externo da EMBRAPA Semiárido / CPATSA. Na Câmara dos Deputados, foi relator do Grupo de Trabalho sobre Segurança e Fiscalização Nuclear e Radioativa, relator do Grupo de Trabalho sobre Amianto, relator do projeto de lei que instituiu a Política Nacional de Proteção da Mata Atlântica, Coordenador do Grupo de Trabalho que criou o Programa de Combate a Desertificação e mitigação dos Efeitos da Seca. Foi relator do projeto que instituiu a Política Nacional de Agricultura Orgânica, além de autor de diversos projetos de lei sobre animais, meio ambiente, comunicação, direitos humanos e desenvolvimento sustentável.
Foi Coordenador político e de comunicação da bancada do Partido Verde na Câmara dos Deputados, no período de 2012 a 2016.
Foi fundador e técnico da Unidade de Planejamento e Desenvolvimento Rural de Juazeiro. Integrou a ONG Anistia Internacional. Foi radialista  e educador ambiental.

## Trajetória Política
Em 1992 Edson inicia sua carreira política ao ser lançado candidato a vereador na sua cidade natal, pelo Movimento Sociedade Alternativa, que reunia além de líderes estudantis, jovens ligados aos movimentos culturais e ambientalistas. Elege-se com uma votação expressiva, em campanha inovadora na sua cidade natal.
Candidata-se em 1994, para o cargo de Deputado Estadual, pelo Partido Verde e em 1999 é reeleito para o mesmo cargo, sendo o primeiro deputado estadual eleito na Bahia pelo Partido Verde e um dos quatro primeiros no Brasil. Foi duas vezes líder do bloco de oposição na Assembleia Legislativa da Bahia.
Foi eleito deputado federal por duas vezes consecutivas, em 2002 e 2006, Edson Duarte integrou, como membro titular, as Comissões Permanentes de Agricultura e Política Rural;  de Defesa do Consumidor; do Orçamento, de Meio Ambiente e Minorias; da Amazônia; e Desenvolvimento Regional; e as Comissões Especiais criadas para discutir a Reforma Tributária; Segurança Pública e Combate ao Crime Organizado, Violência e Narcotráfico; Integrou diversas Frentes Parlamentares, a exemplo da Indígena, onde foi coordenador; e de Desenvolvimento Sustentável, onde atuou como secretário. Foi quatro vezes líder do Partido Verde na Câmara dos Deputados.
No final de 2009 integrou a Comissão Política que coordenou a Pré-Candidatura da Senadora Marina Silva à Presidência da República, na condição de líder da bancada do Partido Verde na Câmara dos Deputados.
Foi também membro do Conselho Político da Presidência da República na primeira e segunda gestão do Presidente Luiz Inácio Lula da Silva.

Em 2019 recebeu a Ordem do Mérito  Imperador Dom Pedro II concedido pelo Corpo de Bombeiro Militar do DF.
Em 2018 recebeu o Grande Oficial da Ordem de Rio Branco concedido pelo Ministério das Relações Exteriores.
Em 2018 recebeu a Medalha do Mérito Santos Dumont concedida pela Força Aérea Brasileira.
Em 2018 recebeu a Medalha Jardim Botânico 210 anos do Instituto de Pesquisa Jardim Botânico do Rio de Janeiro.
Em 2017 recebeu a Comenda Ordem do Mérito do Trabalho Getúlio Vargas concedida pela Marinha do Brasil.
Em 2017 recebeu Medalha do Mérito Visconde de Mauá do Serviço Social do Transporte SEST/ SENAT.  
Em 2016 recebeu a Comenda Guardião das Águas concedida pela CAESB Distrito Federal.
Em 2016 foi agraciado com a Medalha do Mérito Legislativo concedido pela Câmara dos Deputados. 
Em 2013 recebeu o Título de Cidadania da Cidade de Salvador - Bahia concedido pela Câmara de Vereadores.
Em 2010 recebeu o Título de Cidadania da Cidade de Itabuna - Bahia concedido pela Câmara de Vereadores..
Em 2009 recebeu Prêmio Destaque Parlamentar na Defesa do Meio Ambiente concedido pelo Congresso em Foco.
Em 2004 recebeu o Troféu Boto de Cristal pelo trabalho em defesa de mamíferos aquáticos.
Em 2003 recebeu o Título de Cidadania de Souto Soares - Bahia concedido pela Câmara de Vereadores.

## Cargos eletivos
- Vereador de Juazeiro, 1993-1996, PV
- Deputado Estadual, 1996-1998, PV
- Deputado Estadual, 1999-2003, PV
- Deputado Federal, 2003-2007, PV
- Deputado Federal, 2007-2011, PV